# Сельская «Солидарность»
Независимый самоуправляемый профсоюз индивидуальных фермеров «Солидарность» (пол. Niezależny Samorządny Związek Zawodowy Rolników Indywidualnych «Solidarność», NSZZ RI «Solidarność») — польское профессиональное объединение крестьян-единоличников. Возникло осенью 1980 — весной 1981 как часть оппозиционного движения Солидарности. Во время военного положения, введённого в декабре 1981, объявлено вне закона. Восстановлено после круглого стола в апреле 1989 года.

## Предыстория
Политика коллективизации польского села по советскому образцу, проводимая властями ПОРП с конца 1940-х по середину 1950-х, потерпела полный провал и была свёрнута после политических перемен 1956. Большинство государственных хозяйств и принудительных кооперативов распалось. Земли возвратились в частное владение крестьян. Индивидуальное фермерство было объявлено «элементом польского пути к социализму». В этом состояла важная особенность экономической системы ПНР, заметно отличавшая её от других государств «реального социализма».
Отмена коллективизации способствовала относительно лояльному отношению большей части польского крестьянства к коммунистическому режиму. Регулярные волнения и протесты в ПНР охватывали почти исключительно города, участвовали в них рабочие, студенты, интеллигенция. Положение на селе было более стабильным. Однако крестьянство оставалось недовольным из-за социального неполноправия, неустойчивости отношений земельной собственности, антирелигиозной и антицерковной политики.

## Крестьянское движение «Солидарности»
С августа 1980, под влиянием «Солидарности», недовольство на селе стало проявляться в форме открытых протестов. Уже 24 сентября 1980 инициативная группа крестьян-единоличников подала документы на регистрацию своего профсоюза. Власти отказали под тем предлогом, что фермеры не являются наёмными работниками.
К ноябрю консолидировались официально неконституированные движения «Солидарность деревни» и «Солидарность крестьянских союзов». Им оказывали поддержку лидер «Солидарности» Лех Валенса и предстоятель польской католической церкви кардинал Стефан Вышинский.
14 декабря 1980 года в Варшаве состоялся съезд инициативных групп «Сельской Солидарности». Около тысячи делегатов представляли примерно 600 тысяч индивидуальных фермерских хозяйств (общая численность единоличных хозяйств в польской деревне составляла около 3,2 миллиона). Было подтверждено требование легализации независимого крестьянского профсоюза. 30 декабря Верховный суд ПНР, рассматривавший соответствующий иск, отложил принятие решения.
Центр движения сложился на традиционно аграрном юго-востоке страны, в Подкарпатье. В лидеры выдвинулся молодой фермер Ян Кулай. 5 января 1981 года крестьянские активисты начали сидячую забастовку в Жешуве. При поддержке горожан они заняли Дом железнодорожника. Аналогичные акции состоялись в небольших городах Новы-Сонч и Устшики-Дольне. Там произошли столкновения фермеров с милицией. В ответ заводские организации городской «Солидарности» объявили забастовочную готовность в поддержку крестьянских требований.
С начала февраля по стране начались забастовки с требованием легализации профсоюза «Сельской Солидарности». Местами возникали стычки с милицией. В поддержку крестьян высказались Лех Валенса, Анджей Гвязда, другие лидеры «Солидарности». 6 февраля в защиту права фермеров на свободные ассоциации выступил кардинал Вышинский. Движение набирало силу, и 18 февраля власти вынуждены были начать переговоры с активом «Сельской Солидарности».

## «Соглашение Устшики-Жешув»
Фермерское движение выдвинуло несколько основных требований: признание независимого профсоюза, закрепление наследственных прав на землю, равноправие сельских жителей с горожанами и единоличников с работниками госхозов, строительство новых костёлов в деревнях, введение института католических капелланов в польской армии, сокращение продажи алкоголя в сельской местности. Правительство легко согласилось гарантировать права частной земельной собственности. Формально было дано согласие на расширение церковного строительства и ограничение продажи спиртных напитков. Но легализация «Сельской Солидарности» и введение института армейских капелланов встретили жёсткие возражения. Эти вопросы были отложены для дальнейшего рассмотрения.
Подписание соглашений состоялось в ночь на 19 февраля в Устшики-Дольне и 20 февраля в Жешуве. Правительство было представлено министерством сельского хозяйства. От независимого профактива подписи поставили, в частности, Ян Кулай и Лех Валенса.

## Столкновение в Быдгоще. Легализация
Упорные отказы властей легализовать «Сельскую Солидарность» вызвали возмущение в стране. Наибольшую остроту конфликт приобрёл в Быдгоще. Региональный профцентр «Солидарности» провёл 16 марта 1981 года двухчасовую забастовку в поддержку крестьянских активистов. 19 марта местный совет собрался на заседание по данному вопросу. Для участия в нём прибыл из Варшавы вице-премьер ПНР Станислав Мах (правительственный куратор сельского хозяйства).
В ходе заседания произошло столкновение активистов «Солидарности» с милицией. Был избит председатель быдгощской «Солидарности» Ян Рулевский. Результатом стал острейший политический кризис. 27 марта 1981 года «Солидарность» провела общенациональную предупредительную забастовку, в которой приняли участие около 13 миллионов человек. После этого власти вынуждены были ускорить решение о легализации «Сельской Солидарности». Независимый профсоюз «Солидарность» индивидуальных фермеров был зарегистрирован 12 мая 1981 года. Его первым председателем стал 23-летний Ян Кулай.

## Легальная деятельность
Основной задачей «Сельской Солидарности» было объявлено укрепление частной собственности и развитие частного производства на селе. В отличие от городской «Солидарности», профсоюз крестьян-единоличников не был склонен к забастовочным кампаниям. «Сельская Солидарность» добивалась передачи государственных и кооперативных земель в частное владение единоличников, однако этот процесс не получил интенсивного развития. Большие успехи были достигнуты в обеспечении социального равноправия крестьян.
Ни «Солидарность», ни «Сельская Солидарность» не стремились обострять ситуацию в деревне, поскольку конфронтация привела бы к развалу аграрного производства и угрозе голода. При этом важно отметить, что в польском селе независимый профсоюз не привлёк таких масс, как в городе. К «Сельской Солидарности» примкнуло не более половины польских фермеров, тогда как рабочие и интеллигенция в индустриальных городах были охватывались движением на 60-80 %. Крестьяне-единоличники не видели для себя прямого интереса в социальном объединении.

## Запрещение и возрождение
После введения военного положения в декабре 1981 «Сельская Солидарность» была запрещена наряду со всеми независимыми организациями. Ян Кулай подвергся интернированию и интенсивной обработке со стороны правительственных кураторов агросектора. В апреле 1982 он был освобождён, объявил о разрыве с оппозицией и высказался в поддержку властей. Подпольное движение на селе также не получила развития, сопоставимого с городским. С конца 1984 для контроля положения на селе был учреждён специальный VI департамент Службы безопасности МВД.
За восстановление польского крестьянского профсоюза особо высказывался Папа Римский Иоанн Павел II. Воссоздание «Сельской Солидарности» состоялось после соглашений круглого стола в апреле 1989 года. 20 апреля 1989 «Сельская Солидарность» была повторно зарегистрирована. Возрождённый профсоюз возглавил доктор сельскохозяйственных наук Габриэль Яновский — активист «Сельской Солидарности» 1980—1981, министр сельского хозяйства в 1991—1993. Впоследствии во главе «Сельской Солидарности» стояли сенаторы Роман Вержбицкий и Ежи Хрустиковский.
В современной Польше профсоюз индивидуальных фермеров отстаивает интересы национальных сельскохозяйственных производителей. Политически примыкает к правоцентристским консервативным силам.